# Битва над Ведрошею
Битва над Ведрошею — одна з битв литовсько-русько-польської армії під командуванням гетьмана литовського Константина Івановича Острозького під час московсько-литовської війни 1500—1503 років. Одна з найбільш нефортунних битв для ВКЛ в історії протистояння з Московією.

## Передумови

Військова кампанія 1500 року

В 1500 році Великий князь Московський Іван III розпочав війну проти Великого князівства Литовського. Приводом до війни стали утиски православних в ВКЛ. В травні чи червні 1500 року воєвода Юрій Кошкін взяв дерев'яну фортецю Дорогобуж.
Дізнавшись про порушення миру Москвою, Великий князь литовський Олександр Ягеллончик відправив військо на чолі з гетьманом литовським, князем Костянтином Острозьким. Москва на центральний напрям послала нову рать, набрану в Тверській землі, із завданням взяти Єльню та Рославль. Нове військо очолював князь Данило Щеня.
Рать Щєні просувалась трактом Вязьма — Єльня, зупинилась біля села Ведроша для остаточного збору воєвод. Кошкін відмовився підпорядковуватись Щені, так як вважав, що рід Щені є менш знатним.

## Хід битви

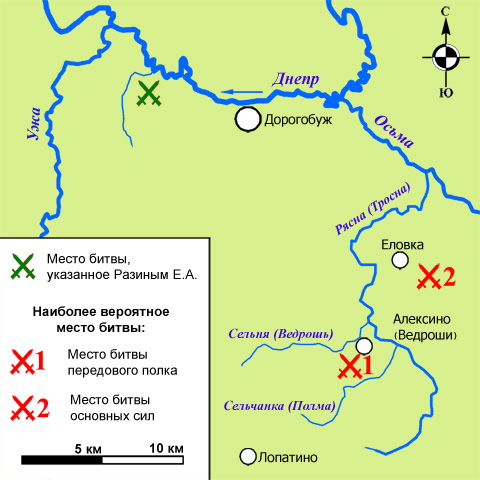
Найімовірніше місце битви

Гетьман Острозький, дізнавшись про концентрацію московського війська поблизу Ведроші, вирушив назустріч у напрямку Єльні. Наблизившись до Ведроші, напав на передові московські частини. Не витримавши натиску, авангард московського війська відступив до головних сил, за річку Рясну (в літописах названа Тросною). К. Острозький намагався компенсувати чисельну перевагу московської раті швидкістю та натиском. 14 липня русько-польсько-литовське військо переправилось через Рясну та вдарило по московському війську, розпочавши основний етап битви. Московські війська відступили до «Миткового поля», де, скоріш за все, стояв великий полк. Зупинивши противника біля Миткового поля, московське військо перейшло в контратаку. Литовці почали тікати, паніки додала атака засадного полку, який вдарив з тилу, а також зруйнував міст через Рясну.
Шестигодинна битва закінчилась повним розгромом литовсько-русько-польського війська, мало кому вдалось врятуватись втечею, більшість загинула, втопилась чи була взята в полон. В полон потрапили декілька литовських князів, в тому числі К. І. Острозький, який був відправлений в ув'язнення до Вологди.

## Наслідки
В битві загинула найбільш боєздатна частина військ Великого князівства Литовського, а полковник Васькевич був пораненим. Після цієї поразки ВКЛ не проявляло будь-якої військової активності, обмежуючись пасивною обороною, що призвело до підписання мирного договору в 1503 році, за яким до Московської держави відходили великі території, включаючи північно-східну Україну. Після втечі К. І. Острозький досяг реваншу в битві під Оршею у 1514 році.